# ديفيد جونسون (سياسي كندي)
ديفيد جونسون هو سياسي كندي، ولد في 17 ديسمبر 1945 في هاميلتون في كندا. حزبياً، نشط في حزب أونتاريو المحافظ التقدمي. وقد انتخب عضو برلمان مقاطعة أونتاريو عن دائرة Don Mills (electoral district) ‏ (1 أبريل 1993 – 2 يونيو 1999) وانتخب List of reeves and mayors of East York ‏.